# Terror in a Texas Town
Terror in a Texas Town is een Amerikaanse western uit 1958 onder regie van Joseph H. Lewis.

## Verhaal
George Hansen is een walvisvaarder van Zweedse komaf. Hij bezit een landgoed in Texas. Als hij op een dag naar huis terugkeert na een lange reis, komt hij erachter dat de grootgrondbezitter Ed McNeil zijn land heeft ingepikt en zijn vader vermoord. Hij wil zich wreken op McNeil.

## Rolverdeling
| Acteur          | Personage     |
| --------------- | ------------- |
| Sterling Hayden | George Hansen |
| Sebastian Cabot | Ed McNeil     |
| Carol Kelly     | Molly         |
| Eugene Mazzola  | Pepe Mirada   |
| Nedrick Young   | Johnny Crale  |
| Victor Millan   | Jose Mirada   |
| Frank Ferguson  | Matt Holmes   |
| Marilee Earle   | Mona Stacey   |